# Quartet de Robert
Quartet de Robert és un grup compacte de galàxies que es pot trobar a uns 160 milions d'anys llum aproximadament, a la constel·lació del Fènix. És una família de quatre galàxies diferents en el procés de col·lidir i fusionar-se. Els seus membres són NGC 87, NGC 88, NGC 89 i NGC 92.
Va ser descobert per John Herschel a la dècada de 1830. NGC 101 també és un membre vagament relacionat.
El quartet és un dels exemples més bons de grups compactes de galàxies. Perquè tals grups contenen de quatre a vuit galàxies en una regió molt petita, són laboratoris excel·lents per l'estudi d'interaccions galàctiques i els seus efectes, en particular sobre la formació d'estrelles. El quartet té una magnitud visual total de gairebé 13. El membre més brillant del grup té una magnitud d'aproximadament 14. Al cel, les quatre galàxies es troben a un cercle d'un radi de 1.6 minuts d'arc, el que correspon a aproximadament 75.000 anys llum. Va ser nomenat pel Halton Arp i Barry F. Madore, qui va compilar A Catalogue of Southern Peculiar Galaxies and Associations el 1987.

## Membres

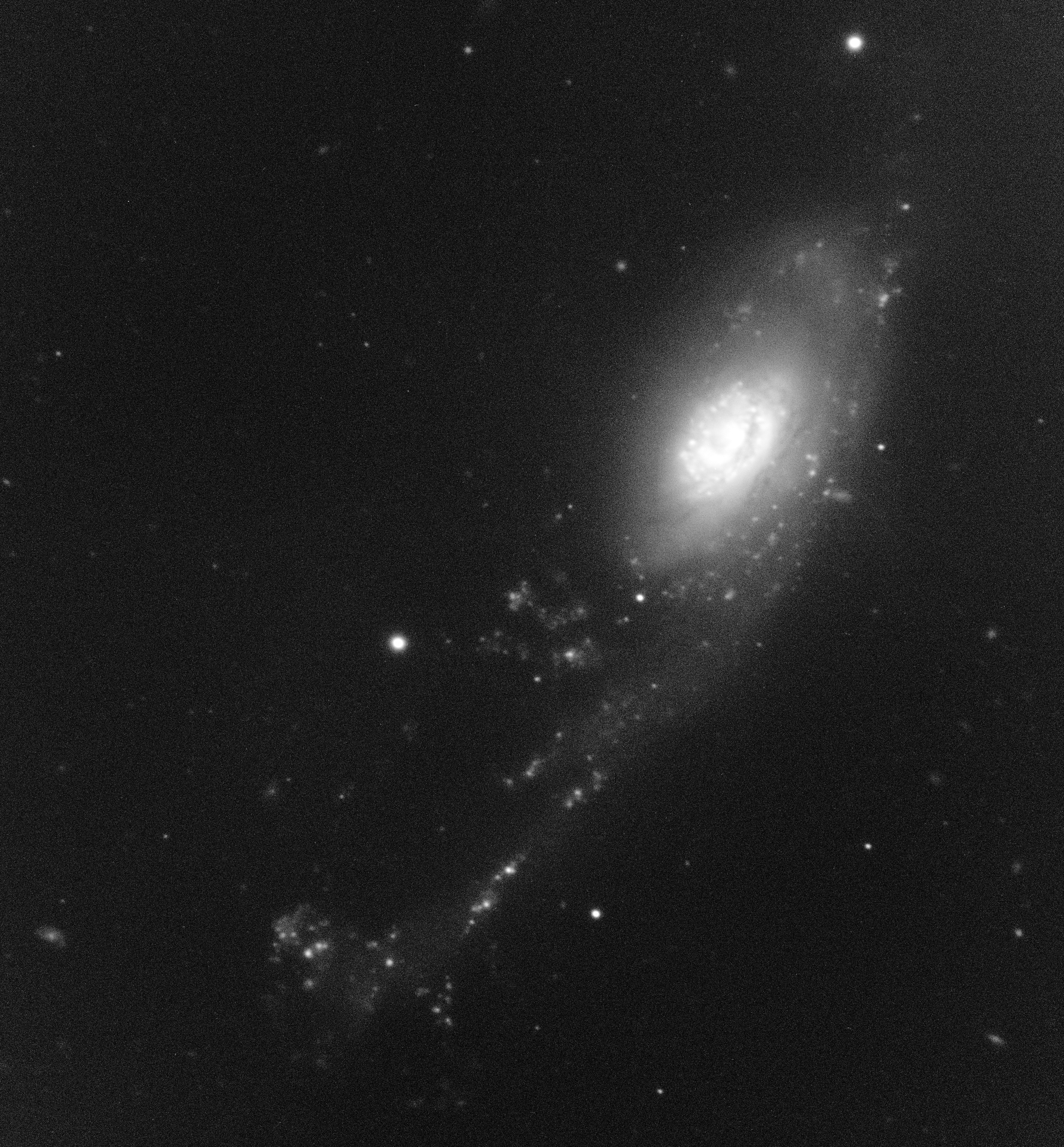
El membre més gran del Robert's Quartet és NGC 92

| Nom     | Tipus de galàxia | Distància respecte al Sol (milions A ll.) | Magnitud |
| ------- | ---------------- | ----------------------------------------- | -------- |
| NGC 87  | IBm pec.         | 155                                       | +14.5    |
| NGC 88  | SB(rs)a pec.     | 156                                       | +15.21   |
| NGC 89  | SB0(s)a pec.     | 149                                       | +14.57   |
| NGC 92  | SAa pec.         | 146                                       | +14.29   |
| NGC 101 | Sc               | 154                                       | +13.46   |